# Royannais (région naturelle)
Le Royannais est une région naturelle de France située au sud-ouest du département de la Charente-Maritime, en région Nouvelle-Aquitaine. Définie par le géographe Frédéric Zégierman, elle correspond à un « pays » (au sens de terroir) mais n'a jamais eu de réalité politique ou historique avant la fin du XXe siècle.
Au cours des siècles, le territoire correspondant au « Royannais » appartenait au comté de Saintonge (sa partie nord ayant néanmoins été partie intégrante de la province d'Aunis entre le milieu du XVIIe siècle et le milieu du XVIIIe siècle, pour des raisons stratégiques, sur décision de Richelieu). Comme le reste de la France, il était divisé en plusieurs domaines féodaux avant la Révolution, parmi lesquels le marquisat-baronnie de Royan, la baronnie de Mornac, la baronnie d'Arvert, la seigneurie de Didonne, le comté de Talmont ou encore la principauté de Mortagne, pour ne citer que les principaux.
Après la Révolution et la création des départements, la région de Royan a été incorporée à la Charente-Inférieure (aujourd'hui Charente-Maritime) et divisée en plusieurs cantons (Royan, La Tremblade, Saujon et Cozes, aujourd'hui Saintonge Estuaire), au sein de deux arrondissements (Marennes, aujourd'hui Rochefort, et Saintes).
Le Royannais est limitrophe de la Saintonge romane, du Rochefortais, du bassin de Marennes-Oléron et du Médoc (de l'autre côté de l'estuaire de la Gironde).

## Géographie
Le Royannais correspond à un micro-pays s'étendant sur la totalité de la presqu'île d'Arvert et sur sa frange continentale, formée de plateaux doucement vallonnés au sol calcaire, appelés « champagnes ». L'eau est un élément déterminant de ce territoire, entouré au nord par l'estuaire de la Seudre et ses grands bassins ostréicoles, au nord-ouest par le pertuis de Maumusson, aux courants redoutables, qui le sépare de l'île d'Oléron, à l'ouest par l'océan Atlantique qui borde une « côte sauvage » gardée par de hautes dunes et prolongée par une vaste pinède de 8 000 hectares, la forêt de la Coubre, au sud enfin par l'estuaire de la Gironde, plus grand estuaire sauvage d'Europe, qui fait face aux côtes du Médoc toutes proches. Ce territoire marin d'une grande richesse patrimoniale est intégré depuis 2015 au Parc naturel marin de l'estuaire de la Gironde et de la mer des Pertuis, le plus grand de France métropolitaine. L'élément liquide se retrouve, enfin, dans de nombreux marais arrière-littoraux, particulièrement présents dans l'intérieur de la presqu'île d'Arvert (marais de Bréjat, marais de Saint-Augustin) et jusqu'aux portes de l'agglomération royannaise (marais du Rhâ, marais de Pontaillac, marais de Pousseau, marais de Chenaumoine, de Boube, de la Briqueterie), mais aussi en bordure de l'estuaire de la Gironde, près de Meschers, de Barzan et surtout de Mortagne-sur-Gironde (marais de la « Petite Camargue »).
La côte méridionale du Royannais, appelée « côte de Beauté », concentre la plus grande partie de la population. Bordée de falaises et scandées de « conches » et de criques prolongées de forêts de pins et de chênes verts (forêt des Combots d'Ansoine, bois des Fées, forêt de Suzac), elle est un des lieux touristiques majeurs de la région Poitou-Charentes. Elle s'étend de la pointe de la Coubre, au nord de La Palmyre, intègre la Grande-Côte, près de Saint-Palais-sur-Mer, vaste étendue de sable presque rectiligne exposée à la houle, puis se transforme en une côte mi-rocheuse, mi-sableuse, ou criques et plages alternent avec les platins rocailleux, les caps (pointe de Vallières, pointe de Suzac) et les puissantes falaises crayeuses, près de Saint-Georges-de-Didonne et Meschers-sur-Gironde.

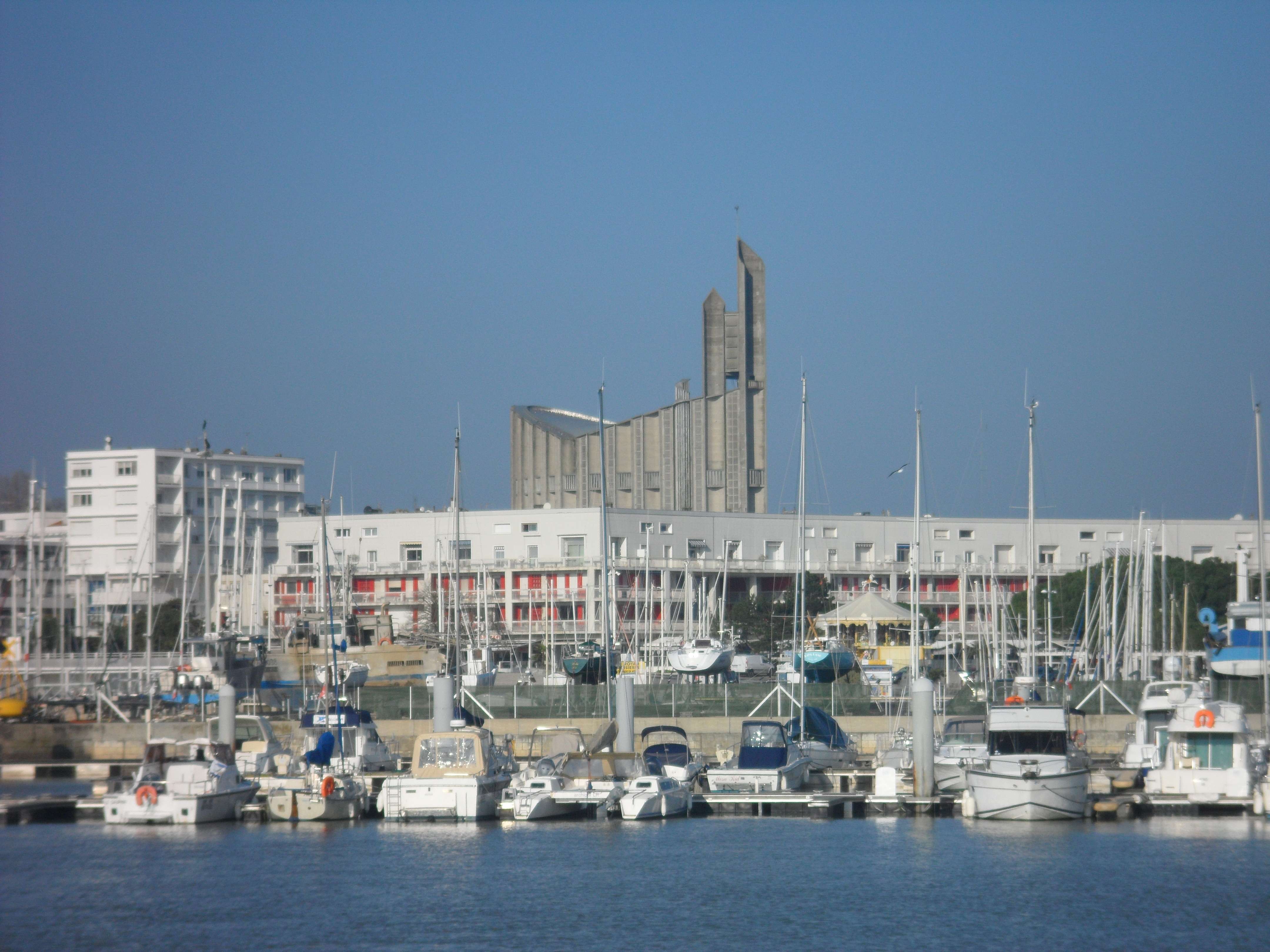
Sur l'estuaire de la Gironde, face au Médoc, Royan est la capitale du Royannais et de la côte de Beauté.

La ville de Royan, principal centre économique des environs, est ainsi au centre d'une vaste conurbation formée de stations balnéaires satellites (Les Mathes et La Palmyre, Saint-Palais-sur-Mer, Vaux-sur-Mer, à l'ouest, Saint-Georges-de-Didonne et Meschers-sur-Gironde, à l'est) et de villes résidentielles, anciens villages rattrapés par l'urbanisation (Saint-Sulpice-de-Royan, Médis, Breuillet, Saint-Augustin, voire Semussac, petite commune « rurbaine »). Un peu plus loin dans les terres, La Tremblade et son agglomération (Arvert, Étaules, Chaillevette) et Saujon et sa périphérie (Sablonceaux, Saint-Romain-de-Benet, Corme-Écluse, Le Gua, Meursac) appartiennent à la grande banlieue de Royan, et sont en constant développement en raison d'un foncier souvent plus abordable, d'un réseau viaire adapté et d'une offre de transport en commun repensée dans les années 2000.
Le sud-est du territoire présente un visage plus « rural » et se structure autour d'une petite ville commerçante, Cozes, sur la route de Bordeaux. Le tourisme y est plus « vert » que balnéaire, et l'agriculture y demeure un secteur économique important : culture des primeurs, notamment des melons, mais surtout de la vigne, en particulier sur les collines exposées au soleil. Le raisin récolté sert à la confection d'eaux-de-vie réputées, cognac et pineau des Charentes, ainsi qu'à des vins de pays, dits vins charentais. La façade estuarienne accueille les petits ports de Chenac-Saint-Seurin-d'Uzet, capitale du caviar de Gironde, et de Mortagne-sur-Gironde, petite cité campée au pied de ses falaises renommée pour ses pibales.

### Communes
Le Royannais comprend une trentaine de communes. La plupart appartiennent également à la Communauté d'agglomération Royan Atlantique, mais certaines sont des communes « périphériques » situées dans la grande banlieue de Royan sans adhérer encore à cette structure intercommunale.
- Arces-sur-Gironde
- Arvert
- Barzan
- Boutenac-Touvent

- Breuillet
- Brie-sous-Mortagne
- Chaillevette
- Le Chay
- Chenac-Saint-Seurin-d'Uzet
- Corme-Écluse
- Cozes
- L'Éguille
- Épargnes
- Étaules
- Floirac

- Grézac
- Le Gua
- Les Mathes et La Palmyre
- Médis
- Meschers-sur-Gironde
- Meursac
- Mornac-sur-Seudre
- Mortagne-sur-Gironde

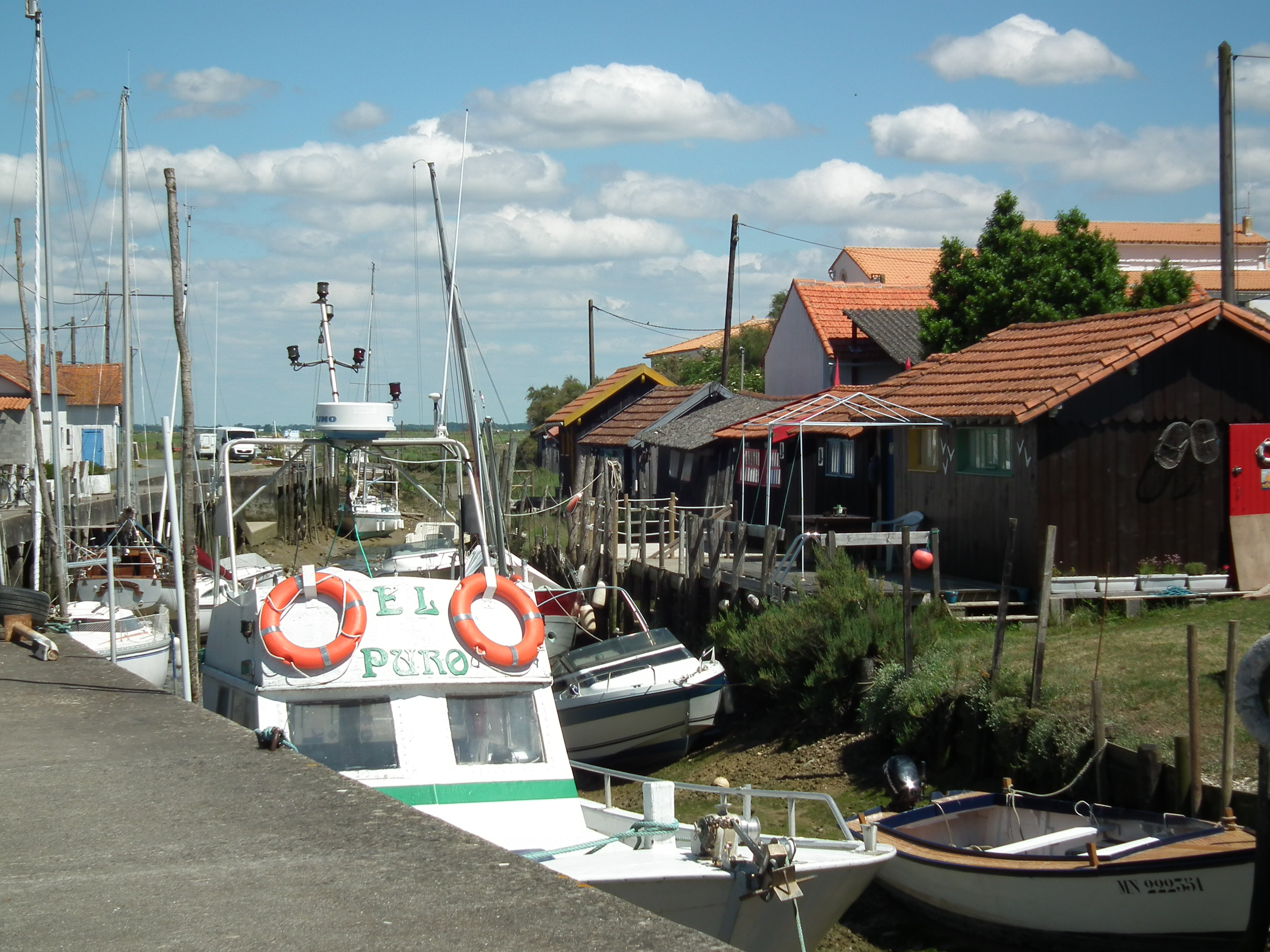
Le port ostréicole de Chatressac à Chaillevette.

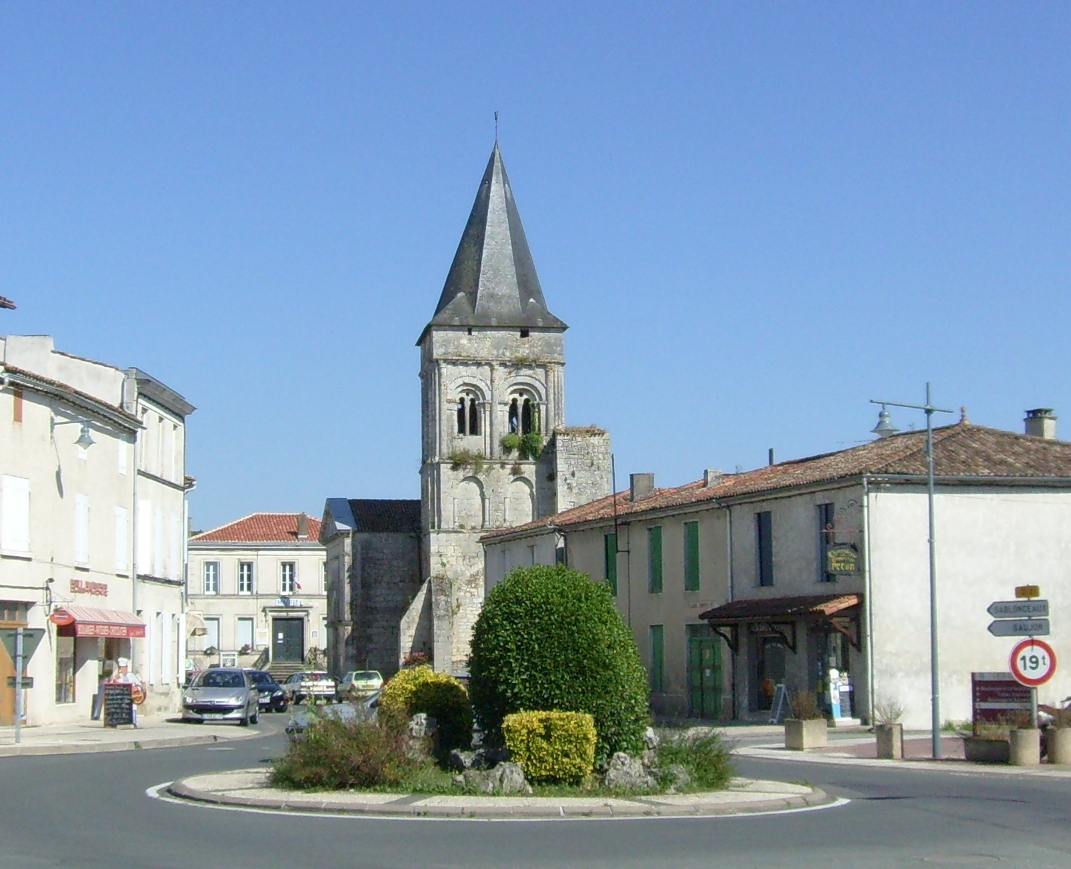
Le centre-ville du Gua et le clocher roman de l'église Saint-Laurent.

- Royan, capitale et plus grande ville du Royannais.

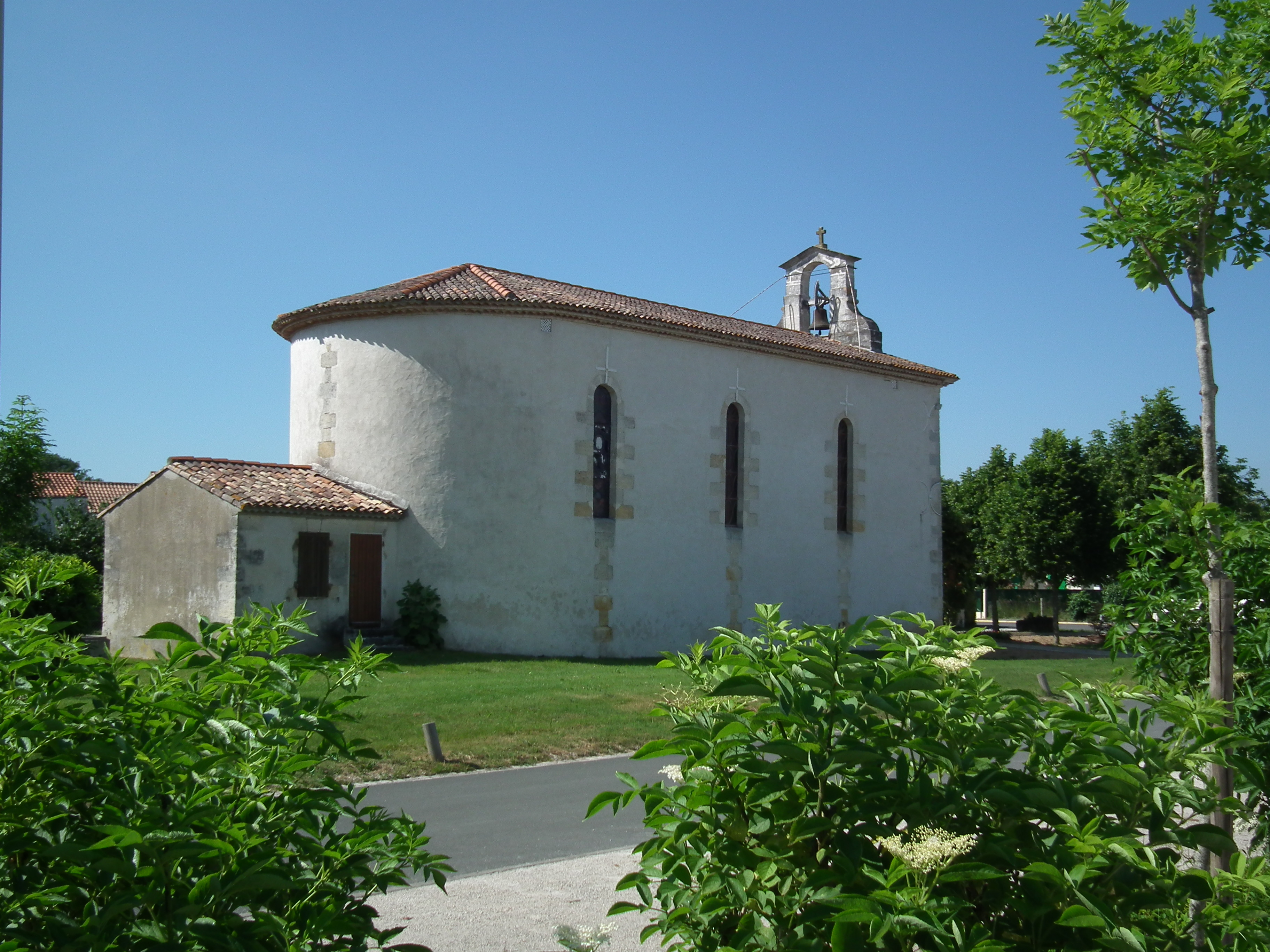
L'église de Saint-Augustin-sur-Mer.

- Sablonceaux
- Saint-Augustin

- Saint-Georges-de-Didonne
- Saint-Palais-sur-Mer
- Saint-Romain-de-Benet
- Saint-Romain-sur-Gironde
- Saint-Sulpice-de-Royan
- Saujon
- Semussac
- Talmont-sur-Gironde
- La Tremblade et Ronce-les-Bains
- Vaux-sur-Mer

### Climat
La région royannaise bénéficie d'un climat océanique tempéré de type aquitain, marqué par un ensoleillement assez important (avec 2250 heures par an, il est comparable à celui que connaît une partie de la côte méditerranéenne). La pluviosité y est relativement faible, les précipitations ne dépassant guère les 750 à 800 millimètres en moyenne, mais avec de grandes disparités entre les saisons.

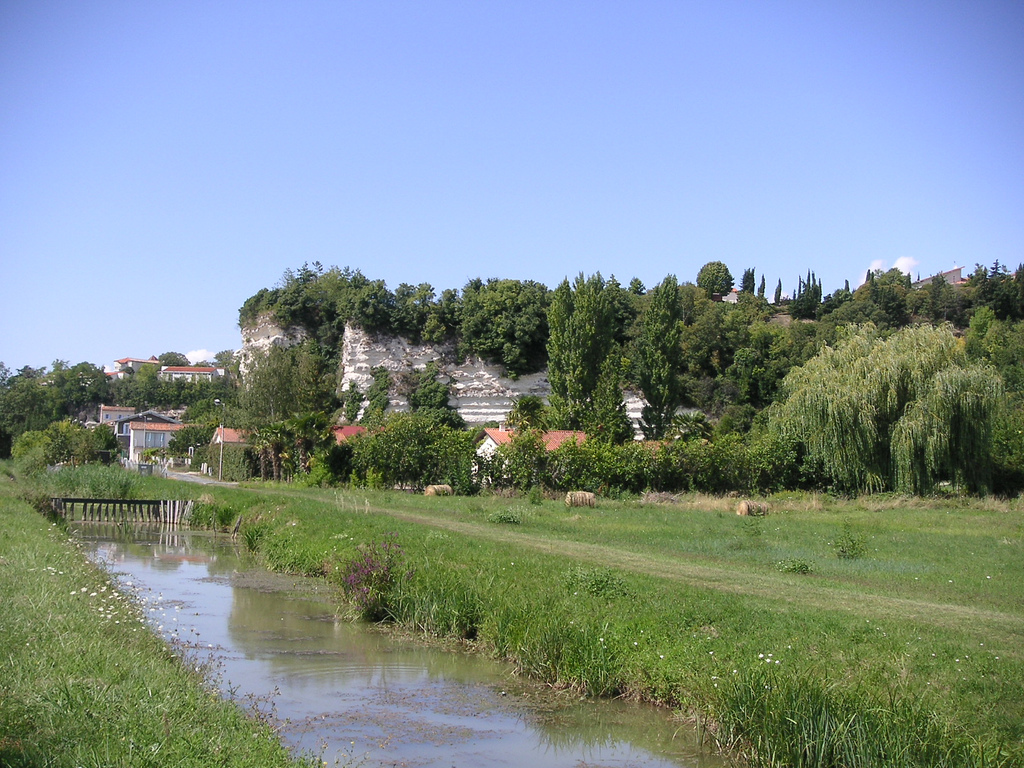
Falaises mortes dans les marais de la Petite-Camargue, à Mortagne-sur-Gironde.

Les périodes de sécheresse ne sont pas rare, particulièrement durant les mois d'été; automne et hiver sont des saisons plus douces et humides. Le micro-climat de la presqu'île d'Arvert se singularise par ses affinités avec le climat méditerranéen, et permet l'émergence d'une végétation déjà méridionale.
Ainsi la flore se caractérise-t-elle par la présence étonnante de lauriers-roses, eucalyptus, agaves, et même les mimosas se mettent à fleurir dès le mois de janvier. Aux essences déjà méridionales du chêne vert (ou yeuse) et du cyste, s'ajoutent une forte présence de palmiers, figuiers, orangers et même oliviers. Les températures moyennes sont particulièrement clémentes, variant de +5 °C en hiver à +20 °C en été. Les gelées sont rares (environ dix jours par an).
Le vent, généralement de secteur ouest, peut souffler violemment en hiver, et occasionner d'importantes tempêtes. La tempête de janvier 1924, ou encore celle de décembre 1999, avec des rafales proches des 200 km/h, restent toutefois des exceptions. Le reste de l'année, le vent se limite à un régime de brises océaniques, lesquelles permettent de réguler les trop fortes chaleurs en été.

### Écologie
Le Royannais compte de nombreux espaces naturels protégés. Les principaux sont :
- La forêt domaniale de la Coubre, principal poumon vert de la région royannaise. Couvrant près de 8 000 hectares, c'est un des plus importants massifs forestiers de la région Poitou-Charentes. Elle présente des caractéristiques proches de la forêt des Landes qui lui fait face, de l'autre côté de l'estuaire (pinède). Propriété de l'Office national des forêts, c'est un espace naturel protégé.
- La forêt des Combots d'Ansoine est une pinède située dans le prolongement de la forêt domaniale de la Coubre. Site naturel protégé, la forêt appartient au Conservatoire du littoral.
- La forêt de Suzac, au sud de l'agglomération royannaise, est également une pinède. Elle est partiellement propriété du Conservatoire du littoral, tout comme la pointe de Suzac toute proche (site naturel protégé).
- Le marais de la Seudre et le marais de Saint-Augustin, intégrés au réseau de protection européen Natura 2000.
- Le parc naturel marin des pertuis charentais et de l'estuaire de la Gironde a vu le jour en 2015 et est le plus grand parc naturel marin de France métropolitaine.

## Patrimoine
- Royan, ville d'art et d'histoire, célèbre pour ses plages de sable fin et son important patrimoine issu des campagnes de reconstruction des années 50 : église Notre-Dame, monumentale « cathédrale de béton » aux formes audacieuses, église Notre-Dame de l'Assomption, temple protestant, grandes galeries du front de mer, marché couvert en forme de coquille renversée, palais des Congrès, villas « tropicales » inspirées de l'architecture brésilienne… Le quartier du Parc conserve de nombreuses villas « Belle époque » nichées dans la pinède et le quartier de Pontaillac, où se trouve le casino mais aussi l'hôtel de ville, est un spot de surf prisé.
- Vaux-sur-Mer et Saint-Palais-sur-Mer, villes de la banlieue nord-ouest de Royan : ancienne abbatiale Saint-Étienne (XIIe siècle) et parc de l'hôtel de ville à Vaux-sur-Mer, ancienne église Saint-Pallais (XIIe siècle), chapelle Notre-Dame-des-Aviateurs, phare de Terre-Nègre et parc Raymond-Vigne à Saint-Palais-sur-Mer.
- Saint-Georges-de-Didonne et Meschers-sur-Gironde, villes résidentielles de la banlieue sud-est de Royan, nichées dans une pinède (forêt de Suzac). Église Saint-Georges et grande plage (plus grande plage intra-muros du département : plus de 3 km). Phare de Vallières et parc de l'estuaire. Ruines du fort de Suzac. Meschers est célèbre pour ses falaises troglodytiques, ouvertes à la visite. La ville conserve une église dédiée à Saint Saturnin.
- Médis et Saint-Sulpice-de-Royan. Église Saint-Pierre de Médis (XIIe siècle), château de La Rigaudière (XVIIIe siècle). Église (XIIe et XIIIe siècles) et temple de Saint-Sulpice-de-Royan.

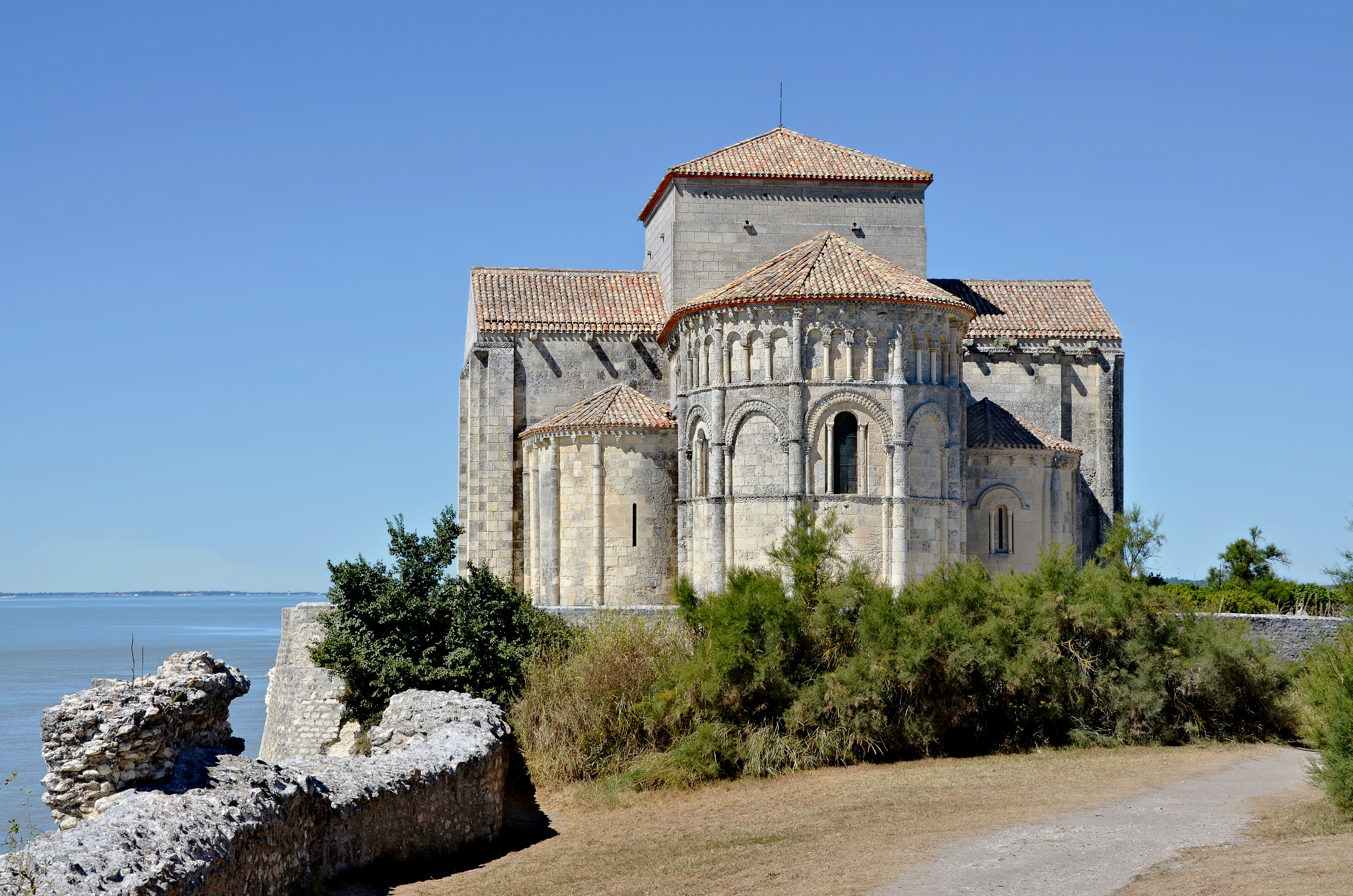
L'église Sainte-Radegonde de Talmont-sur-Gironde.

- Talmont-sur-Gironde. Ancienne bastide anglaise, c'est un des plus beaux villages de France. Église Sainte-Radegonde, « vigie de l'océan », campée au bord de la falaise, en surplomb de l'estuaire de la Gironde. Ruelles fleuries de roses trémières et nombreuses échoppes d'artisans d'art.
- Mortagne-sur-Gironde. Jadis troisième port sur l'estuaire de la Gironde après Bordeaux et Blaye. Ancienne principauté, la ville est divisée entre une ville haute et une ville basse. Ermitage monolithe (IIIe siècle) et port de pêche et de plaisance; capitale de la pêche à la pibale.
- Saujon. Ville thermale sur la Seudre. Port de Ribérou, centre commerçant, promenade des bords de Seudre et des étangs de la Lande. Église Saint-Jean-Baptiste (XVIIe siècle).
- La Tremblade, Arvert, Étaules. Ports ostréicoles : La Cayenne, La Grève à Duret, Orivol, Les Grandes Roches. Église du Sacré-Cœur à La Tremblade (XIXe siècle). Église Saint-Étienne à Arvert (XIIe et XVIIe siècles) et église Notre-Dame à Étaules (XVIIIe siècle). Ces communes appartiennent au bassin de Marennes-Oléron, premier producteur d'huîtres d'Europe.
- Les Mathes. Station balnéaire de La Palmyre, à 12 km au nord de Royan. Zoo de La Palmyre, un des plus importants d'Europe. Forêt domaniale de la Coubre (8 000 ha) et baie de Bonne Anse. Phare de la Coubre, hippodrome, golf. Église Saint-Cyr et Sainte-Julitte aux Mathes.
- Breuillet et Mornac-sur-Seudre. Église Saint-Vivien (XIIe siècle) à Breuillet, caractéristique du style roman saintongeais. Cité médiévale de Mornac, classée parmi les plus beaux villages de France. Village de forme circulaire, au milieu des marais de la Seudre. Les ruelles et venelles conduisent à l'église Saint-Pierre (XIIe siècle) et au port.
- Le Gua, Sablonceaux, Saint-Romain-de-Benet. Église Saint-Laurent (clocher XIIe, église XIXe), ancienne chapelle Sainte-Thérèse (XIXe siècle) reconvertie en médiathèque au Gua. Abbaye Notre-Dame de Sablonceaux et dolmen de Berthegille. Église de Saint-Romain-de-Benet : clocher fortifié et coupoles; tour de Pirelonge (IIe siècle), champs de lavande.
- Meursac et Corme-Écluse. Église Saint-Martin (XIIIe siècle) de style gothique, crypte (IIIe siècle). Ancienne commanderie templière aux Epeaux. Église Notre-Dame de Corme-Écluse, de pur style roman saintongeais (XIIe siècle). Communes viticoles.
- Cozes, dans la grande banlieue sud de Royan, à environ 15 km de la ville-centre. Centre commerçant. Église Saint-Pierre, de style gothique (XIIIe siècle), halles (XVIIe siècle).